# دردسر مردانه
دردسر مردانه (انگلیسی: Man Trouble) یک فیلم کمدی با بازی جک نیکلسون و
الن بارکین به کارگردانی باب رافلسون می‌باشد که در سال ۱۹۹۲ منتشر شده‌است.